# Henrik Stensson (Renhuvud)

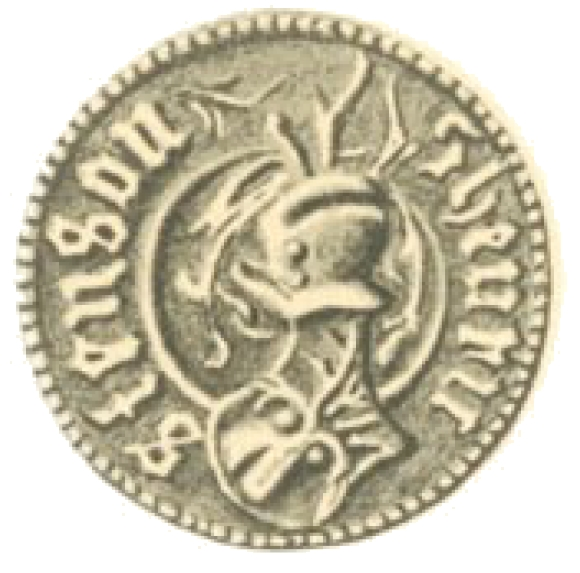
Henrik Stenssons sigill.

Henrik Stensson (Renhuvud) (i litteraturen även oriktigt kallad Finne), död 1522, slottshövding, häradshövding, lagman och riksråd.

## Biografi
Henrik hade som säteri Poikko gård i Rimito i Egentliga Finland. Hans familjevapen var ett renhuvud.
Henrik Stensson nämns första gången 1490. Han utsågs då till landsfogde i Norr Finland, en lägre post, som öppnade vägen till tjänster som häradshövding och lagman. Han var redan då en av Sten Stures män i Finland. Efter Sten Stures förlikning med kung Hans 1497 fick Stens hustru Ingeborg Åkesdotter (Tott) Tavastehus slottslän i förläning och Henrik Stensson utsågs till hennes fogde där. I Sten Stures följe fanns han också då denne för andra gången hade blivit riksföreståndare och 1501–1502 belägrade Åbo slott. Efter att slottet hade intagits utsågs Henrik till häradshövding i Vemo 1502 eller 1503, en klart politisk utnämning, då företrädaren, som hörde till kungens parti, hade avskedats. Han fick posten på livstid vilket betydde att utnämningen var oberoende av vem som styrde riket och eventuella andra utnämningar. 
År 1504 valdes Svante Nilsson (Sture) till riksföreståndare och det blev nödvändigt för Henrik att byta sida. Han lämnade därför följande år tjänsten som slottsfogde hos Ingeborg Åkesdotter. Som Svante Nilssons anhängare fick han behålla tjänsten som häradshövding. År 1506 utsågs han också till lagman i Norrfinne lagsaga utan att mista den lägre domartjänsten. Valet av Henrik till lagman avvek från lagens bestämmelser, eftersom lagmannen skulle utses bland tre personer, som lagsagan hade föreslagit, och Henrik fanns inte bland dem. Henrik var därefter Svante Nilssons trognaste man i Finland, vilket förde honom i konflikt med hövitsmannen på Viborgs slott och ståthållaren i Finland, Erik Turesson (Bielke). En maktkamp hade uppkommit i Finland mellan riksföreståndarens män och ståthållarens män och Henrik Stensson var den ledande personen på riksföreståndarens sida. Det gick så långt att Henrik på vårvintern år 1511 hävdade att Erik Turesson förde ett privat krig mot honom. Konflikten upplöstes genom Erik Turesson död i maj 1511. Samtidigt började Svante Nilssons ställning vackla då han i juni 1511 angreps i riksrådet för att han hade misslyckats med att hindra danska plundringar i södra Sverige. Han anklagades också för att ha gjort olagliga utnämningar till lagmans- och domarposter. Det resulterade för Henriks del i att han måste avstå från Satakunta och Österbotten, som avskiljdes från Norrfinne lagsaga till en egen lagsaga under en av de förfördelade kandidaterna från år 1506.
Svante Nilsson avled vid årsskiftet 1511-1512 och hans son Sten Sture den yngre fick kämpa hårt för att kunna efterträda honom som riksföreståndare. Detta lyckades i juli 1512 och efter valet reste Sten Sture till Finland. Vid ett möte på Tavastehus slott i hans närvaro kallades Henrik första gången riksråd. Henrik var också medlem i den delegation som våren 1513 förhandlade med Novgorod om att förlänga vapenvilan vid östgränsen. Under några månader år 1513 var Henrik hövitsman på Raseborgs slott, som Sten Sture hade som förläning. År 1520 lyckades Kristian II erövra Stockholm och i det sammanhanget avled Sten Sture. I september samma år sändes danska trupper och en förhandlare till Åbo och de finska herrarna, bland dem Henrik Stensson, erkände Kristian som sin konung. I Gustav Vasas befrielsekrig kom svenska trupper i november 1521 till Finland och belägrade det av konungens män hållna Åbo slott. Vid jultiden gjorde danskarna ett utfall från slottet och tog flera finska frälsemän bland belägrarna tillfånga. En del av dem hängdes genast på slottsmuren medan bland annat Henrik Stensson avrättades på Kristian II:s befallning i januari 1522.

## Familj
Henrik var son till rådmannen i Åbo, sedermera fogden och häradshövdingen Sten Henriksson (1447–1490), adlad 1455, och Anna Jakobsdotter (Kurck, äldre ätten).
Henrik blev troligen före 1.8.1503 gift med Valborg Jakobsdotter, som var dotter till lagmannen i Söderfinne lagsaga Jeppe Persson (Ille, Jeppe Perssons ätt) och Märta Olofsdotter (Tavast, medeltidsätten). Valborg hade barn som överlevde henne men inte sin far. Henrik blev ca 1512 omgift med Margareta (1512¬-1547), sannolikt dotter till väpnaren Hans Lydeke och Kristina Larsdotter, i hennes andra gifte.